# Résolution 16 du Conseil de sécurité des Nations unies
Membres permanents
- Chine
- États-Unis
- France
- Royaume-Uni
- URSS

Membres non permanents
- Australie
- Belgique
- Brésil
- Colombie
- Pologne
- Syrie

Résolution no 15 Résolution no 17
La résolution 16 est une résolution du Conseil de sécurité de l'ONU qui a été votée le 10 janvier 1947 et qui approuve 3 documents :
- instrument relatif au territoire libre de Trieste,
- statut permanent du territoire libre de Trieste,
- instrument relatif au port franc de Trieste.

## Texte
- Résolution 16 sur fr.wikisource.org
- Résolution 16 sur en.wikisource.org